# Matt Preston

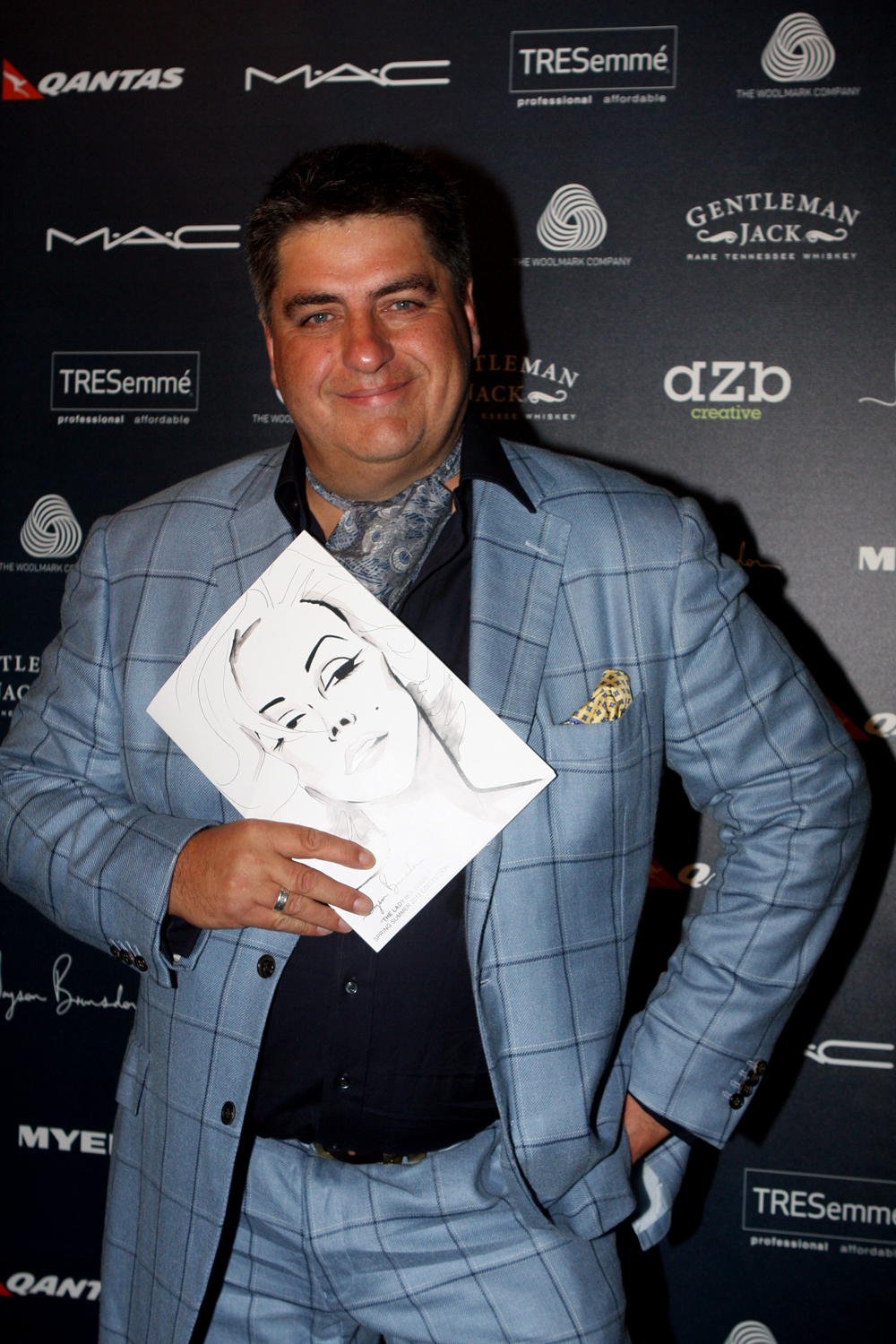
Matt Preston

Matt Preston (Londra, 2 luglio 1961) è un giornalista, personaggio televisivo e critico gastronomico britannico naturalizzato australiano, famoso soprattutto per essere stato dal 2009 giudice di MasterChef Australia.

## Biografia
Matt Preston è figlio del giornalista inglese Antony Preston. È nato a Londra, si è diplomato nel Sussex alla Worth School e in seguito si è laureato all'University of Kent con una tesi in Scienze politiche. In gioventù seguendo la scena musicale di Londra alla fine del 1970 è diventato un disc jockey e musicista in un gruppo punk.
Dopo aver lavorato al City Limits e a IPC Magazines, Preston si trasferì in Australia nel mese di ottobre del 1993. Inizialmente ha lavorato per IPC Magazines e corrispondente TV australiana. In seguito ha scritto per un certo numero di pubblicazioni commerciali australiani di proprietà della società madre della IPC, la Reed Business Publishing.
Nel 1996, Matt Preston ha iniziato a scrivere recensioni per una nuova rivista di Melbourne, Inside Melbourne, un ruolo che ha ricoperto fino al suo trasferimento a The Age nel 2000 dove ha continuato a scrivere recensioni.
Preston divenne un recensore di cucina in un certo numero di pubblicazioni, tra cui Taste, un supplemento dell'Herald Sun, The Courier-Mail e The Daily Telegraph versione Australia e per MasterChef Magazine versione australiana; come critico culinario e recensore di ristoranti, nei quotidiani britannici The Guardian e Time out di Londra. Preston é stato un collaboratore settimanale per Epicure tra il 2000 e il 2009, scrivendo una recensione ogni settimana di un bar o di un ristorante. Ha anche scritto una rubrica settimanale in The Age ed è stato redattore capo di Vogue Intrattenimento & Travel. Preston ha fatto molte apparizioni nel TV australiana.
Preston è conosciuto soprattutto come co-conduttore e giudice di MasterChef Australia. Lavora anche come editorialista culinario in un certo numero di pubblicazioni, tra cui The Taste un supplemento a colori settimanale dell'Herald Sun.
Preston è stato molte volte in Italia, comprende molto bene l'italiano e lo parla discretamente (nonostante abbia ironicamente dichiarato di avere una pronuncia "orribile" quando è stato ospite a MasterChef Italia).

## Masterchef Australia
Nel 2009, Preston, insieme a Gary Mehigan e George Calombaris diventa uno dei giurati della prima stagione di MasterChef Australia un reality show per trovare miglior cuoco dilettante australiano.
MasterChef serie numero uno e due hanno vinto il TV Week Logie per la miglior serie di Reality dell'Australia. 
Preston ha giudicato tutte e otto le serie di MasterChef Australia (2010, 2011, 2012, 2013, 2014, 2015 e 2016).
È stato giudice in Celebrity MasterChef (2009), la prima serie di Masterchef Junior (2010) e Masterchef All Stars (2012) sempre con Mehigan e Calombaris.
Nel 2013 Preston ha partecipato a MasterChef Australia: The Professionals con Marco Pierre White. Lo spettacolo ha debuttato il 20 gennaio 2013 e successivamente ha vinto il prestigioso premio AACTA come Miglior Reality Show del 2014. È giudice negli Awards dei 50 migliori ristoranti del mondo.